# Zaragoza-Portillo
Zaragoza-Portillo – stacja kolejowa w Saragossie, we wspólnocie autonomicznej Aragonia, w Hiszpanii.
Została zbudowana w 1864 roku przez Compañía de los Ferrocarriles de Madrid a Zaragoza y Alicante (MZA). Jest obsługiwana przez pociągi Cercanías Zaragoza.